# ماتیاس سانچز (بازیکن والیبال)
ماتیاس سانچز (انگلیسی: Matías Sánchez؛ زادهٔ ۲۰ سپتامبر ۱۹۹۶) بازیکن والیبال اهل آرژانتین است.